# Liu Hongyu (Snookerspieler)
Liu Hongyu (chinesisch 刘宏宇, Pinyin Liú Hóng Yǔ; * 21. April 2004) ist ein chinesischer Snookerspieler aus Guangdong. Als Sieger der Asien-Pazifik-Meisterschaft qualifizierte er sich 2023 für die World Snooker Tour.

## Karriere
Liu Hongyu spielte schon als Jugendlicher auf nationaler Ebene und trainierte an der World Snooker Academy in Guangdong. Er machte 2019 auf sich aufmerksam, als er mit nur 15 Jahren bei einem CBSA-Turnier den Profispieler Xiao Guodong schlug. Kurz darauf erreichte er bei seiner ersten Teilnahme an der U21-Weltmeisterschaft das Halbfinale. Wegen der Restriktionen aufgrund der COVID-19-Pandemie spielte er in den folgenden beiden Jahren keine internationalen Turniere. Bei der WSF Championship 2023 kam er dann wieder bis ins Viertelfinale, wo er dem späteren Sieger Ma Hailong unterlag.
Bei der nationalen CBSA-Qualifikation für die World Snooker Tour, bei der er 2021 schon einmal das Halbfinale erreicht hatte, verlor er 2023 erst im Finale gegen Jiang Jun. Danach trat er bei der Asien-Pazifik-Meisterschaft an. Er besiegte unter anderem den Ex-Profi Peter Devlin mit 4:1 und im Finale seinen ebenfalls Profitour-erfahrenen Landsmann Wang Yuchen mit 6:1. Insgesamt gab er im gesamten Turnier nur gegen diese beiden Spieler je einen Frame ab. Der Titelgewinn war verbunden mit der Qualifikation für die Profitour und mit 19 Jahren sicherte er sich die Zugehörigkeit in den folgenden beiden Jahren.
Mit drei Siegen in der Championship League 2023 startete der Chinese in seine Profikarriere, sein erstes Spiel gewann er 3:1 gegen Ricky Walden. In der Zwischenrunde schied er aber aus. Ein 5:1 über Hammad Miah beim European Masters war direkt danach sein erster Sieg bei einem K.-o.-Turnier. Ein 4:3 gegen Shaun Murphy war im Oktober sein Auftakt in die English Open, Siege über weitere starke Gegner wie Joe O’Connor, Chris Wakelin, Mark Williams und Ding Junhui folgten. Erst Zhang Anda im Halbfinale stoppte seinen Durchmarsch. Der Erfolg hemmte ihn aber und er verlor bei den nächsten fünf Turnieren in Folge sein Auftaktmatch. Erst bei den Scottish Open gelang ihm – erneut gegen Murphy – der nächste Sieg, weitere einzelne Siege folgten bis zum Saisonende. In das zweite Jahr startete er auf Platz 67 der Rangliste und damit nahe an der Top-64-Schwelle, mit der er sich auf der Tour etablieren konnte. Nach schwächeren Ergebnissen zu Beginn machte er viele Punkte beim Saudi Arabia Masters mit dem Erreichen von Runde 4. Bei der UK Championship brachte ihn die dritte Runde unter die Top 64. Damit konnte er es verschmerzen, dass er bei geringerwertigen Turnieren durchweg nicht über Runde 2 hinauskam. Beim World Open gegen Ende der Saison schlug er mit Mark Selby noch einen weiteren Topspieler und erreichte das Achtelfinale. Er stieg auf Platz 56 und damit sicher ein weiteres Jahr auf der Tour.